# Jurinea korotkovae
Jurinea korotkovae là một loài thực vật có hoa trong họ Cúc. Loài này được I.Turakulov & F.O.Khass. mô tả khoa học đầu tiên năm 1990.